# بخش دموین (شهرستان دالاس، آیووا)
بخش دموین (به انگلیسی: Des Moines Township) یک منطقهٔ مسکونی در ایالات متحده آمریکا است که در شهرستان دالاس، آیووا واقع شده‌است. بخش دموین ۹۲٫۵۹ کیلومتر مربع مساحت و ۱٬۷۳۰ نفر جمعیت دارد و ۳۰۸ متر بالاتر از سطح دریا واقع شده‌است.